# Biserica reformată din Nimigea de Jos
Biserica Reformată din Nimigea (în maghiară Magyarnemegyei Református Egyházközség) este un lăcaș de cult aflat pe teritoriul satului Nimigea de Jos; comuna Nimigea. Biserica este de cult reformat-calvin, slujbele efectuându-se în limba maghiară. În prezent pastorul bisericii este Szabó Attila. 

## Istorie
Biserica a fost construită în perioada medievală în rit catolic, iar în perioada reformei a devenit Reformată, pe parcursul timpului a trecut prim multe renovări. Multă vreme a fost instituția a cărei consiliu a condus localitatea și a deținut majoritatea terenurilor și imobilelor din localitate. În perioada comunistă i s-au confiscat mare parte din dependențe. După Revoluția Română din 1989 bisericii i s-au restituit o parte din terenurile agricole, păduri precum și căminul cultural, parohia, școala maghiară, grădinița maghiară, parcul și Centrul Diaconesc care în prezent găzduiește o farmacie și un cabinet stomatologic.

## Note

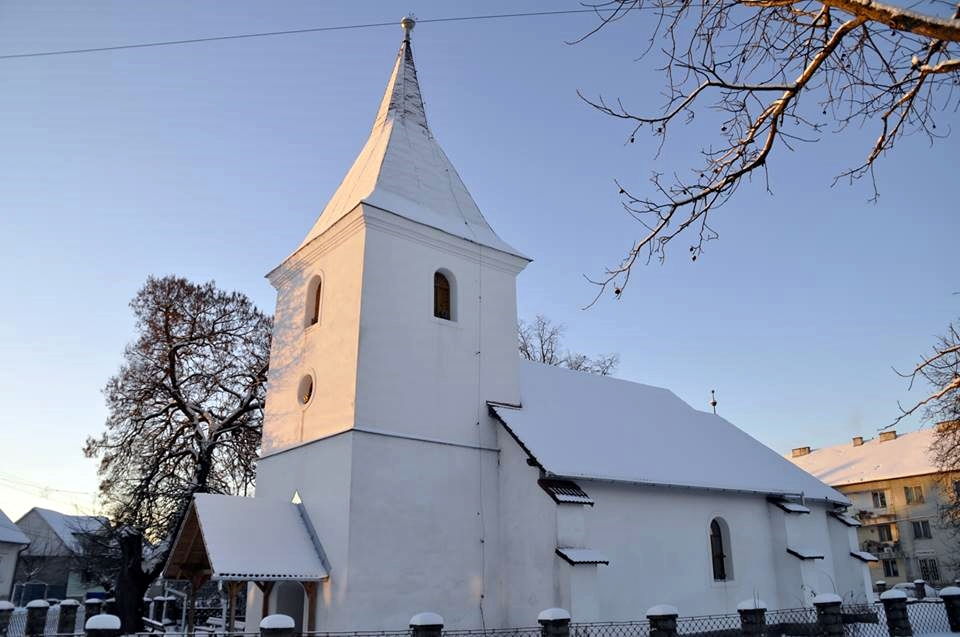
Biserica Reformată, Decembrie 2014